# جامعة نيسابور الإسلامية الحرة
جامعة نيسابور الإسلامية الحرة (بالفارسية:دانشگاه آزاد إسلامی واحد نیشابور) أحدي جامعات علمية جديدة في نيسابور التی أسست في عام 1985.تعتبر جامعة نيسابور الإسلامية الحرة من أکبر الجامعات في إیران.